# パシフィック・エクスポート
- 東京ディズニーランド
  - アドベンチャーランド > パシフィック・エクスポート
  - 東京ディズニーランドのショップ > パシフィック・エクスポート

パシフィック・エクスポート（ぱしふぃっく・えくすぽーと Pacific Export）は、かつて東京ディズニーランドのアドベンチャーランドにあったショップの店名。2015年6月21日に閉店した。
2013年3月31日までは、千葉物産館・美術工芸（ちばぶっさんかん・びじゅつこうげい Chiba Traders Arts and Crafts）という店名だった。

## 概要
| パシフィック・エクスポート | パシフィック・エクスポート |
| -------------------------- | -------------------------- |
| オープン日                 | 2013年4月1日               |
| クローズ日                 | 2015年6月21日              |
| スポンサー                 | なし                       |
| 商品ジャンル               | 日本伝統品                 |
| 宅配センター               | 対象外                     |

パシフィック・エクスポートはミッキーマウスやミニーマウスなどのディズニーキャラクターが描かれた茶碗や風鈴などの日本の伝統品が売られているショップであった。商品にデザインされているディズニーキャラクターも紋付羽織袴や和服などを着ていた。このデザインは日本オリジナルデザインであった。
日本情緒あふれるものが多いため、外国人観光客がお土産に買っていくことが多かった。

## 千葉物産館・美術工芸
| 千葉物産館・美術工芸 | 千葉物産館・美術工芸                                 |
| -------------------- | ---------------------------------------------------- |
| オープン日           | 1983年4月15日 (東京ディズニーランドと同時にオープン) |
| クローズ日           | 2013年3月31日                                        |
| スポンサー           | なし                                                 |
| 商品ジャンル         | 日本伝統品                                           |
| 宅配センター         | 対象外                                               |

## 販売されている商品
- 箸
- 茶碗
- 風鈴（夏季のみ）
- ござ

など